# Lenny Kravitz
Leonard Albert "Lenny" Kravitz  (New York, 26 mei 1964) is een Amerikaanse zanger, gitarist en acteur. Hij scoorde wereldwijd hits met nummers als Let love rule (1989), Always on the run (1991), It ain't over 'til it's over (1991), Are you gonna go my way (1993) en I'll be waiting (2007).

## Biografie
Lenny Kravitz werd geboren in New York, als zoon van de Oekraïens-Joodse journalist Sy Kravitz en de actrice Roxie Roker, die Afro- Amerikaanse en West-Indisch roots had.
Kravitz ontwikkelde al op jonge leeftijd een liefde voor de jaren 70 en 60, en dan met name voor de muziek uit die tijd. Jimi Hendrix behoort tot zijn idolen en soul en funk zijn Kravitz' favoriete genres. Hij kreeg in 1988 een contract door Virgin aangeboden. Een jaar later kwam zijn eerste album, Let love rule, uit.
De eigenzinnige Kravitz sprak veel mensen aan en hij groeide uit tot een populaire artiest op MTV Europe.
Het succes bleek hem ook parten te spelen. Zijn tweede album Mama Said ging over de, inmiddels verbroken, relatie met actrice Lisa Bonet. Op dit album werkte hij samen met Slash, indertijd nog leadgitarist bij Guns N'Roses. Ook Sean Ono Lennon, zoon van een van zijn grote voorbeelden, maakte zijn opwachting in het nummer All I ever wanted. Kravitz verscheen zelf ook vaak op albums van andere artiesten. Artiesten die al eens met hem samengewerkt hebben zijn onder andere P. Diddy, Pharrell Williams, Vanessa Paradis, Sheryl Crow, BB King, Eric Clapton, Iggy Pop, Mick Jagger, Guns N' Roses, Erykah Badu, Prince, Jay-Z, Bruce Springsteen en Neneh Cherry. In 1990 schreef Kravitz voor Madonna het nummer Justify my love. Na de dood van Michael Jackson maakte Lenny Kravitz op zijn Facebookaccount bekend dat hij ook samen met de net overleden zanger een nummer had gemaakt, dat nog niet werd uitgebracht.
Na het zeer succesvolle album 5 verscheen Greatest hits in 2000.
Kravitz haalde ook vaak de media met populaire acties. In 1991 zette hij samen met Sean Lennon het Give Peace A Chance-project op poten en in 2003 nam hij samen met de Iraakse zanger Kazem Al Sahir We want peace op. In 1992 schreef en produceerde Kravitz het Engelstalige debuutalbum van zangeres/actrice Vanessa Paradis. De twee hadden tevens een korte relatie.
Na het minder succesvolle album Lenny uit 2001 keerde Lenny in 2004 weer terug met de hit Where are we runnin'? van het album Baptism, waarop hij muzikaal meer doet denken aan de vroegere albums. Ook Lady van dit album werd een hit in de Verenigde Staten.
In februari 2008 kwam Kravitz' album It's time for a love revolution uit. Na een wereldtournee zou dit opgevolgd worden door een album dat Funk moest gaan heten, hoewel hij al bijna tien jaar beweerde bezig te zijn met een dergelijk album. Later heeft Kravitz bekendgemaakt dat het album Black and white America zou gaan heten. Het werd een dubbel-cd met rock en delen van zijn lang verwachte Funk-album.
Het album kwam uit op 22 augustus 2011. De eerste single Come on get it werd op 20 februari 2011 uitgebracht.
Naast zanger is Kravitz ook acteur. Hij speelde mee in de film Precious (2009), die twee Oscars won. Ook speelde hij in het eerste en tweede deel van The Hunger Games (2012, 2013), hij speelt de rol van Cinna, de stylist van Katniss. Hij heeft ook een rol als Butler in het Witte Huis en als vriend van Cecile Gaines in de film The Butler (2013).
In september 2014 verscheen het album Strut. Dit album werd op 23 juni voorafgegaan door de single The chamber. Later kwamen daar nog de singles New York City en The pleasure and the pain bij. Om het album te promoten ging Kravitz op tournee, waarbij hij op 19 november 2014 de Ziggo Dome in Amsterdam aandeed.
Op 26 en 27 juni 2015 stond Kravitz op het Concert at Sea. Op 3 augustus 2015 scheurde hij tijdens een optreden in Stockholm per ongeluk uit zijn leren broek. Hij droeg geen onderbroek, waardoor het publiek zijn geslachtsdeel met Prins Albert-piercing kon zien.
In 2024 kreeg Kravitz een ster op de Hollywood Walk of Fame.

### Privé
Kravitz was van 1987 tot 1993 getrouwd met actrice Lisa Bonet. Samen hebben ze een dochter, Zoë Kravitz, die ook actrice is. Ook is Kravitz christelijk. Hij heeft meerdere nummers waarin hij dat laat blijken.

## Discografie

### Albums
| Album met eventuele hitnotering(en) in de Nederlandse Album Top 100 | Datum van verschijnen | Datum van binnenkomst | Hoogste positie | Aantal weken | Opmerkingen          |
| ------------------------------------------------------------------- | --------------------- | --------------------- | --------------- | ------------ | -------------------- |
| Let Love Rule                                                       | 1989                  | 28-10-1989            | 25              | 38           |                      |
| Mama Said                                                           | 1991                  | 06-04-1991            | 4               | 50           |                      |
| Are You Gonna Go My Way                                             | 1993                  | 13-03-1993            | 3               | 33           |                      |
| Circus                                                              | 1995                  | 23-09-1995            | 4               | 12           |                      |
| 5                                                                   | 1998                  | 23-05-1998            | 5               | 75           |                      |
| Greatest Hits                                                       | 2000                  | 04-11-2000            | 4               | 60           | Verzamelalbum        |
| Lenny                                                               | 2001                  | 10-11-2001            | 7               | 48           |                      |
| Baptism                                                             | 2004                  | 15-05-2004            | 3               | 34           |                      |
| It Is Time for a Love Revolution                                    | 01-02-2008            | 09-02-2008            | 2               | 29           |                      |
| Black and White America                                             | 19-08-2011            | 27-08-2011            | 2               | 17           |                      |
| Strut                                                               | 19-09-2014            | 27-09-2014            | 7               | 15           |                      |
| Raise Vibration                                                     | 07-09-2018            | 15-09-2018            | 8               | 2            | Nr. 3 in de Vinyl 33 |
| Blue Electric Light                                                 | 24-05-2024            | 01-06-2024            | 17              | 3            | Nr. 4 in de Vinyl 33 |

| Album met hitnotering(en) in de Vlaamse Ultratop 200 albums | Datum van verschijnen | Datum van binnenkomst | Hoogste positie | Aantal weken | Opmerkingen   |
| ----------------------------------------------------------- | --------------------- | --------------------- | --------------- | ------------ | ------------- |
| Circus                                                      | 1995                  | 23-09-1995            | 3               | 7            |               |
| 5                                                           | 1998                  | 23-05-1998            | 15              | 20           |               |
| Greatest Hits                                               | 2000                  | 04-11-2000            | 8               | 27           | Verzamelalbum |
| Lenny                                                       | 2001                  | 17-11-2001            | 22              | 5            |               |
| Baptism                                                     | 2004                  | 22-05-2004            | 8               | 19           |               |
| It Is Time for a Love Revolution                            | 2008                  | 09-02-2008            | 4               | 32           |               |
| Black and White America                                     | 2011                  | 27-08-2011            | 12              | 15           |               |
| Strut                                                       | 2014                  | 27-09-2014            | 5               | 52           |               |
| Raise Vibration                                             | 2018                  | 15-09-2018            | 4               | 15           |               |

### Singles
| Single met eventuele hitnotering(en) in de Nederlandse Top 40 | Datum van verschijnen | Datum van binnenkomst | Hoogste positie | Aantal weken | Opmerkingen                                   |
| ------------------------------------------------------------- | --------------------- | --------------------- | --------------- | ------------ | --------------------------------------------- |
| Let Love Rule                                                 | 1989                  | 18-11-1989            | 23              | 5            | Nr. 26 in de Single Top 100                   |
| Mr. Cab Driver                                                | 1990                  | -                     |                 |              |                                               |
| I Build This Garden for Us                                    | 1990                  | 24-02-1990            | tip13           | -            | Nr. 51 in de Single Top 100                   |
| Does Anybody Out There Even Care                              | 1990                  | 09-06-1990            | tip8            | -            | Nr. 46 in de Single Top 100                   |
| Always on the Run                                             | 1991                  | 13-04-1991            | 5               | 8            | Nr. 8 in de Single Top 100                    |
| It Ain't Over 'Til It's Over                                  | 1991                  | 08-06-1991            | 9               | 8            | Nr. 12 in de Single Top 100 / Alarmschijf     |
| Fields of Joy                                                 | 1991                  | 14-09-1991            | 28              | 4            | Nr. 33 in de Single Top 100                   |
| What the Fuck Are We Saying?                                  | 1992                  | 04-01-1992            | 25              | 4            | Nr. 34 in de Single Top 100                   |
| Are You Gonna Go My Way                                       | 1993                  | 20-02-1993            | 6               | 10           | Nr. 8 in de Single Top 100                    |
| Believe                                                       | 1993                  | 15-05-1993            | tip3            | -            | Nr. 40 in de Single Top 100                   |
| Heaven Help                                                   | 1993                  | 21-08-1993            | tip10           | -            |                                               |
| Rock and Roll Is Dead                                         | 1995                  | 02-09-1995            | tip4            | -            | Nr. 40 in de Single Top 100                   |
| If You Can't Say No                                           | 1998                  | 02-05-1998            | tip4            | -            | Nr. 52 in de Single Top 100                   |
| I Belong to You                                               | 1998                  | 08-08-1998            | tip2            | -            | Nr. 42 in de Single Top 100                   |
| Fly Away                                                      | 1998                  | 12-12-1998            | tip2            | -            | Nr. 49 in de Single Top 100                   |
| American Woman                                                | 1999                  | 17-07-1999            | tip8            | -            | Nr. 59 in de Single Top 100                   |
| Again                                                         | 2000                  | 21-10-2000            | 25              | 5            | Nr. 25 in de Single Top 100                   |
| God Gave Me Everything                                        | 2001                  | 24-11-2001            | tip4            | -            | met Mick Jagger / Nr. 54 in de Single Top 100 |
| Dig In                                                        | 2001                  | 03-11-2001            | 40              | 2            | Nr. 72 in de Single Top 100                   |
| Stillness of Heart                                            | 2002                  | 12-01-2002            | tip5            | -            | Nr. 84 in de Single Top 100                   |
| Believe in Me                                                 | 2002                  | 20-04-2002            | 7               | 16           | Nr. 10 in de Single Top 100 / Alarmschijf     |
| If I Could Fall in Love                                       | 2002                  | 26-10-2002            | tip13           | -            | Nr. 98 in de Single Top 100                   |
| Where Are We Runnin'?                                         | 2004                  | 15-05-2004            | 18              | 5            | Nr. 33 in de Single Top 100                   |
| California                                                    | 2004                  | 31-07-2004            | 38              | 3            | Nr. 64 in de Single Top 100                   |
| Calling All Angels                                            | 2004                  | 25-12-2004            | 33              | 3            | Nr. 35 in de Single Top 100                   |
| Lady                                                          | 2005                  | -                     |                 |              | Nr. 99 in de Single Top 100                   |
| I'll Be Waiting                                               | 2007                  | 05-11-2007            | 5               | 18           | Nr. 5 in de Single Top 100 / Alarmschijf      |
| Love Love Love                                                | 2008                  | 03-05-2008            | tip6            | -            |                                               |
| Dancin' Til Dawn                                              | 2008                  | 20-09-2008            | tip4            | -            | Nr. 96 in de Single Top 100                   |
| Come on Get It                                                | 2011                  | 05-03-2011            | tip19           | -            |                                               |
| Stand                                                         | 2011                  | 02-07-2011            | tip2            | -            | Nr. 100 in de Single Top 100                  |
| Push                                                          | 2011                  | 10-09-2011            | tip14           | -            |                                               |
| Black and White America                                       | 19-09-2011            | -                     |                 |              | Nr. 92 in de Single Top 100                   |
| Superlove (Remix)                                             | 2012                  | 22-09-2012            | 15              | 7            | met Avicii / Nr. 25 in de Single Top 100      |
| The Chamber                                                   | 2014                  | 15-11-2014            | 36              | 2            | Nr. 62 in de Single Top 100                   |

| Single met hitnotering(en) in de Vlaamse Ultratop 50 | Datum van verschijnen | Datum van binnenkomst | Hoogste positie | Aantal weken | Opmerkingen                            |
| ---------------------------------------------------- | --------------------- | --------------------- | --------------- | ------------ | -------------------------------------- |
| Let Love Rule                                        | 1989                  | 09-12-1989            | 41              | 4            |                                        |
| Always on the Run                                    | 1991                  | 04-05-1991            | 26              | 7            | Nr. 21 in de Radio 2 Top 30            |
| It Ain't Over 'Til It's Over                         | 1991                  | 22-06-1991            | 20              | 10           | Nr. 19 in de Radio 2 Top 30            |
| Are You Gonna Go My Way                              | 1993                  | 13-03-1993            | 12              | 10           | Nr. 13 in de Radio 2 Top 30            |
| Believe                                              | 1993                  | 05-06-1993            | 35              | 2            | Nr. 22 in de Radio 2 Top 30            |
| I Belong to You                                      | 1998                  | 03-10-1998            | tip14           | -            |                                        |
| Fly Away                                             | 1998                  | 26-12-1998            | tip11           | -            |                                        |
| Again                                                | 2000                  | 18-11-2000            | 39              | 10           |                                        |
| Believe in Me                                        | 2002                  | 13-04-2002            | tip8            | -            |                                        |
| Show Me Your Soul                                    | 2003                  | 13-12-2003            | tip1            | -            | met P. Diddy, Loon & Pharrell Williams |
| Where Are We Runnin'?                                | 2004                  | 15-05-2004            | tip12           | -            |                                        |
| Calling All Angels                                   | 2004                  | 20-11-2004            | tip13           | -            |                                        |
| I'll Be Waiting                                      | 2007                  | 09-02-2008            | 5               | 20           | Nr. 3 in de Radio 2 Top 30             |
| Dancin' Til Dawn                                     | 2008                  | 14-06-2008            | tip2            | -            |                                        |
| Stand                                                | 2011                  | 16-07-2011            | tip3            | -            |                                        |
| Superlove (Remix)                                    | 2012                  | 30-06-2012            | tip7            | -            | met Avicii                             |
| The Chamber                                          | 2014                  | 09-08-2014            | 16              | 26           |                                        |
| New York City                                        | 2014                  | 20-09-2014            | 37              | 1            |                                        |
| The Pleasure and the Pain                            | 2014                  | 20-09-2014            | 40              | 1            |                                        |
| Sex                                                  | 2014                  | 04-10-2014            | tip11           | -            |                                        |
| Low                                                  | 2018                  | 02-06-2018            | tip8            | -            |                                        |
| Johnny Cash                                          | 2018                  | 08-12-2018            | tip             | -            |                                        |

### NPO Radio 2 Top 2000
| Nummers met noteringen in de NPO Radio 2 Top 2000 | '00 | '01 | '02 | '03 | '04 | '05 | '06 | '07 | '08 | '09  | '10  | '11  | '12  | '13  | '14  | '15  | '16  | '17  | '18  | '19  | '20  | '21  | '22  | '23  | '24  |
| ------------------------------------------------- | --- | --- | --- | --- | --- | --- | --- | --- | --- | ---- | ---- | ---- | ---- | ---- | ---- | ---- | ---- | ---- | ---- | ---- | ---- | ---- | ---- | ---- | ---- |
| Always on the Run                                 | -   | -   | -   | -   | -   | -   | -   | -   | -   | 1538 | 1651 | 1759 | 1397 | 1348 | 1421 | 1984 | 1783 | 1781 | -    | -    | 1527 | -    | -    | -    | 1986 |
| Are You Gonna Go My Way                           | -   | -   | -   | -   | -   | -   | -   | -   | -   | 908  | 984  | 863  | 830  | 788  | 866  | 1096 | 1064 | 1104 | 1203 | 1355 | 1208 | 1323 | 1402 | 1540 | 1323 |
| Fly Away                                          | -   | -   | -   | -   | -   | -   | -   | -   | -   | -    | -    | -    | -    | -    | 1811 | -    | -    | -    | -    | -    | -    | -    | -    | -    | -    |
| I'll Be Waiting                                   | ×   | ×   | ×   | ×   | ×   | ×   | ×   | -   | -   | 1654 | -    | 1740 | 1875 | 1848 | -    | -    | -    | -    | -    | -    | -    | -    | -    | -    | -    |
| It Ain't Over 'til It's Over                      | -   | -   | -   | -   | -   | -   | -   | -   | -   | 1960 | 1811 | 1761 | -    | 1795 | 1679 | -    | 1959 | -    | -    | -    | -    | -    | -    | -    | -    |
| Let Love Rule                                     | 391 | -   | 614 | 509 | 449 | 683 | 691 | 818 | 637 | 768  | 784  | 829  | 952  | 911  | 725  | 681  | 818  | 868  | 1105 | 1184 | 821  | 1102 | 1282 | 1271 | 1392 |

1. ↑  Een '-' betekent dat het nummer niet was genoteerd, een '×' betekent dat het nummer nog niet was uitgebracht en een vetgedrukt getal geeft de hoogste notering van een nummer aan.
2. ↑  2000 was het eerste jaar met een notering voor Lenny Kravitz.

### Dvd
| Dvd's met hitnoteringen in de DVD Top 30 | Datum van verschijnen' | Datum van binnenkomst | Hoogste positie | Aantal weken | Opmerkingen |
| ---------------------------------------- | ---------------------- | --------------------- | --------------- | ------------ | ----------- |
| Lenny live                               | 2002                   | 14-12-2002            | 19              | 3            |             |
| Just let go - Lenny Kravitz live         | 2015                   | 31-10-2015            | 4               | 4            |             |

## Grammy Awards
- 1998 Best Male Rock Vocal Performance (Fly Away)
- 1999 Best Male Rock Vocal Performance (American Woman)
- 2000 Best Male Rock Vocal Performance (Again)
- 2001 Best Male Rock Vocal Performance (Dig In)